# カニス・パンサー
カニス・パンサー（英: Canis Panther）は、アメリカ合衆国原産の番用・ドッグスポーツ用の犬種である。犬種名はそのまま「イヌ科のヒョウ」という意味で、作出当初は狩猟犬として作られたことを表している。そのため、毛色はヒョウ柄ではない。

## 歴史
1970年代に作出された新しいほうの犬種で、穏やかで知的な性格にするための黒いラブラドール・レトリーバー、忠実で大きな猟犬にするための黒いグレート・デーン、ガードドッグにも使えるようにするためのドーベルマン、闘志を植えつけるための黒いアメリカン・スタッフォードシャー・テリアを順次交配させて計画的に作出された。しかし、犬種名にこめられたヒョウのように狩猟本能が高い犬種になってほしいという願いとは裏腹にあまり狩猟本能が高くなく、大人しい犬種になってしまった。これはあまり猟犬の血が加えられていない事が原因であるといわれている。しかし、猟犬としては適しなかったもののラブラドール・レトリーバーの気質を多く引き、穏やかで安定した気質
を持ち、ドーベルマンのように身体能力が高い犬種になったため、ドッグスポーツに使われるようになって絶滅の道を免れた。なお、人気はあるものの、ケネルクラブには全く公認されていない。

## 特徴
大型犬サイズで、顔つきはややマズルの短く、タンのマーキングのないドーベルマンのように見える。折れ耳・垂れ尾でスムースコート、毛色はブラック若しくはブルー。胸などにはホワイトのパッチがあることもある。体格は筋肉質で脚が長く、非常に運動神経が優れている。性格は安定していて穏やかで優しく忠実であるが、家族に危機が迫ったときのみアメリカン・スタッフォードシャー・テリアから受け継いだ獰猛な性質を発揮し、勇敢に立ち向かう。しかし、獰猛になるのはこのときだけで、それ以外のときは非常におとなしく、家庭犬にも最適である。